# Oliva de Mérida
Pour les articles homonymes, voir Oliva.
Oliva de Mérida est une commune d’Espagne, dans la province de Badajoz, communauté autonome d'Estrémadure.